# Marie Nilsson Lind
Marie Nilsson Lind (Gotland, 13 de diciembre de 1961-Gotland, 4 de enero de 2024) fue una cantante, compositora y actriz sueca.

## Biografía
Hija de  Josefi y Allan Nilsson, tuvo un hermano menor Josefin Nilsson. Estuvo casada con el músico Magnus Lind desde 1999 hasta 2023. 
Nilsson fue uno de los miembros del grupo Ainbusk y escribió letras y música para la mayoría de las canciones del grupo.
En febrero de 2018 estrenó una representación teatral en Länsteatern en Visby, Mina drömmars land: un espectáculo sobre mi y di.
Marie Nilsson estuvo en el documental Josefin Nilsson:  Ámame por lo que soy, que trata sobre su hermana Josefin. El documental se mostró por primera vez en SVT Play el viernes 22 de marzo de 2019 y dos semanas después se mostró en SVT 2. En el documental, ella dijo que su hermana estaba reuniendo material y quería escribir un libro y que ella misma quería hacerlo realidad. 
En marzo de 2020 se publicó el libro El libro de Josa: mi historia, que también es un relato autobiográfico. Se lanzó nueva música de la hermana y las canciones se tocaron por primera vez cuando Marie Nilsson habló en verano en P1 en agosto de 2019. 
En otoño de 2021 fue una de las artistas que apareció en la duodécima temporada del programa de entretenimiento Mucho mejor. En el séptimo episodio del programa, interpretó (con el apoyo del resto de miembros vivos de Ainbusk) una versión de la canción de Daniel Adams Ray y Avicii Somewhere In Stockholm, que también sirvió como tributo a Josefin. 

## Vida privada
Marie Nilsson era hija de Allan Nilsson y hermana mayor de Josefin Nilsson, quien también era miembro de Ainbusk. Estuvo casada con el músico Magnus Lind desde 1999 hasta su muerte en 2023.

## Premios
- 1988, Beca Karamelodikt, premio Povel Ramel.
- 2003, Premio cultural del municipio de Gotland, junto con todo el grupo Ainbusk.